# Juan Santiago Maya
Juan Santiago Maya «Marote»  (Granada, 28 de mayo de 1936 - 18 de septiembre de 2002) fue un guitarrista español en el ámbito del flamenco.

## Trayectoria artística
Nacido en el Sacromonte (Granada) el 28 de mayo de 1936, falleciendo en Granada en septiembre de 2002. Hermano de Antonio «El Veneno», Pepe Maya «El Marotillo», Manuel Manolete (bailaor) y El Lalo. Primo hermano de Joaquín Fajardo, Mario Maya, Encarnación Santiago (Encarna de Granada) y la Salvaorilla. Comenzó bailando en la zambra de la Pitirila y la Faraona con tan sólo 8 años, descubriendo aquí su gran pasión por la guitarra. Posteriormente se incorporó a la zambra de la Golondrina tocando con su paisano Juan «El Ovejilla» y después a la zambra de Manolo Amaya con el que grabó su primer disco. A sus 19 años debutó en Madrid con su primo Mario Maya, y formando parte del grupo de Rafael Farina. En 1960 entró a formar parte del cuadro flamenco del tablao madrileño Torres Bermejas y Los Canasteros, en cuyo escenario acompañó a destacadas figuras del cante y el baile y compartió escenario con guitarristas como Paco de Antequera,  Juan Habichuela, Manolo Domínguez El Rubio y Paco del Gastor (son el núcleo de tocaores representativos de la época moderna prepaco), entre otros. y permaneciendo en él hasta 1965,con intervalos en los que actuó con la compañía de Carmen Amaya (por mediación de Sabicas) en la Feria Mundial de Nueva York, alcanzando un gran éxito sus actuaciones en las distintas capitales de los Estados Unidos donde actuaron, y con el Ballet de Antonio Gades recorrió Europa, América, actuando como por ejemplo en el Festival Flamenco Gitano de Alemania (1965) donde deleitó al público con sus granaínas personales.
Desde 1976 a 1980 realizó giras por toda España con las compañías de Manuela Vargas y de María Rosa con los espectáculos de «La Petenera» y «El sur», actuando posteriormente durante varias temporadas en el Ballet Nacional Español y haciendo grabaciones para Televisión Española (TVE) con las hermanas de Utrera (Fernanda de Utrera y Bernarda de Utrera)y su paisano Juan Habichuela. Recorrió varias veces Japón con su hermano Manolete, siendo gran figura admirado por toda la generación «joven» del flamenco de la época, y a pesar de un defecto congénito de sus manos que le impedía tocar un rasgueado redondo y prolongado,(elemento esencial en el acompañamiento del baile) desarrolló una revolucionaria e ingeniosa manera de rasguear al que se le llamó «el rasgueao de Marote», el cual copiaron todos los guitarristas del momento, incluso Paco de Lucía.
Su discografía es bastante amplia pues ha acompañado grandes artistas como La Paquera, las hermanas de Utrera, Fosforito, Bambino, el «Güito», Carmen Amaya, Antonio Gades, Antonio Núñez Montoya «Chocolate», Rafael Farina, Manolo Sanlúcar, entre otros, y realizó un disco en solitario con Juan Habichuela.
En su última etapa de artista actuó en las salas El Revolver, Caracol y en los Veranos de la Villa, así también intervino en la Bienal de flamenco de Sevilla. El 23 y 24 de abril de 1999 Granada le rindió un homenaje en el cual intervinieron el Guito, su hermano Manolete, Mario Maya, la Macanita, Niña Pastori, Ketama, José Mercé, Pansequito, Aurora Vargas, la Familia Habichuela y su sobrino Juan Andrés Maya.

## Discografía
- Festival Flamenco Gitano (1965)
- La Paquera de Jerez Guitarras: Juan Santiago Maya «Marote» y Manolo Sanlúcar (1964)
- Solo de Guitarra (1965)
- Gitana (1973) cantaores: Juanito Valderrama y Dolores Abril, Guitarra: Juan Santiago Maya «Marote», Paco de Lucía y Ramón de Algeciras